# Матрин, Дмитрий Павлович
Дми́трий Па́влович Матрин (1891, Москва — 1958, там же) — российский футболист, вратарь. За сборную Российской империи провёл 3 матча, пропустил 15 мячей. Больше него в одном матче за сборную России пропускал только Лев Фаворский (16 мячей). Был капитаном команды в матче со сборной Швеции. В том матче на 75-й минуте при счёте 1:2 он получил травму руки, бросившись в ноги шведскому футболисту. На его место в воротах встал хавбек Алексей Каракосов, который пропустил ещё два гола.

## Карьера

### Клубная
Выступал за московские клубы «Ширяево поле» и «Унион».

### В сборной
Дебютировал за сборную России 14 июля 1912 года в товарищеском матче против Венгрии. В том матче он пропустил 12 мячей, 5 из которых забил Имре Шлоссер.

### Матчи и пропущенные голы за сборную Российской империи
| № | Дата             | Место                      | Оппонент | Счёт | Голы | Соревнование      |
| 1 | 14 июля 1912     | Москва, Российская империя | Венгрия  | 0:12 | 12   | Товарищеский матч |
| 2 | 4 мая 1913       | Москва, Российская империя | Швеция   | 1:4  | 2    | Товарищеский матч |
| 3 | 14 сентября 1913 | Москва, Российская империя | Норвегия | 1:1  | 1    | Товарищеский матч |

Итого: 3 матча / 15 голов пропущено; 0 побед, 1 ничья, 2 поражения.